# Tanorus furax
Tanorus furax là một loài Trichoptera trong họ Hydrobiosidae. Chúng phân bố ở miền Australasia.